# Jean-Xavier Bureau de Pusy
Jean-Xavier Bureau de Pusy, francoski častnik, vojaški inženir in politik, * 7. januar 1750, Port-sur-Saône, † 2. februar 1806, Genova.
Kot stotnik Kraljevega korpusa inženircev je bil izvoljen v Narodno skupščino Francije leta 1789; sodeloval je pri razdelitvi Francije na 83 departmajev in pri uvedbi metričnega sistema.
Nato se je vrnil v vojaško službo.